# Uckington (Gloucestershire)
Uckington est un village du Gloucestershire, en Angleterre.